# André l'Apôtre (cuirassé)
Pour les articles homonymes, voir André.
L’André l'Apôtre (en russe : Андрей Первозванный, il devait son nom à André l'Apôtre) est un cuirassé pré-Dreadnought de la Marine impériale de Russie de 1906 à 1917 et de la Marine soviétique de 1917 à 1924. L’Andreï comme l’Empereur Paul Ier furent commandés dans le cadre d'un programme de reconstruction de la Marine impériale de Russie après la guerre russo-japonaise de 1904-1905, conflit qui décima la flotte russe.

## Historique

### Carrière dans la Marine impériale de Russie
L’André l'Apôtre prit part à la Première Guerre mondiale. Les destroyers et les croiseurs de la flotte impériale russe bénéficièrent de sa protection.

### Carrière dans la Marine soviétique
Au cours de la Révolution de février 1917, les membres d'équipage de l’André l'Apôtre prirent position contre les officiers du cuirassé, les mutins rejoignirent les Bolcheviques.
Le 17 novembre 1917, l’Andreï devint navire de la Croix-Rouge dans la flotte de la Baltique.
À la suite de la signature du traité de Brest-Litovsk le 3 mars 1918, l’André l'Apôtre et d'autres navires de la flotte de la Baltique prirent part à la croisière de glace de la flotte de la Baltique. Le 12 mars 1918, escorté par les brise-glaces Yermak et Volynets, la 1re escadre quitta le port d'Helsinki, le 17 mars 1918, les bâtiments de guerre accostèrent dans le port de Kronstadt.

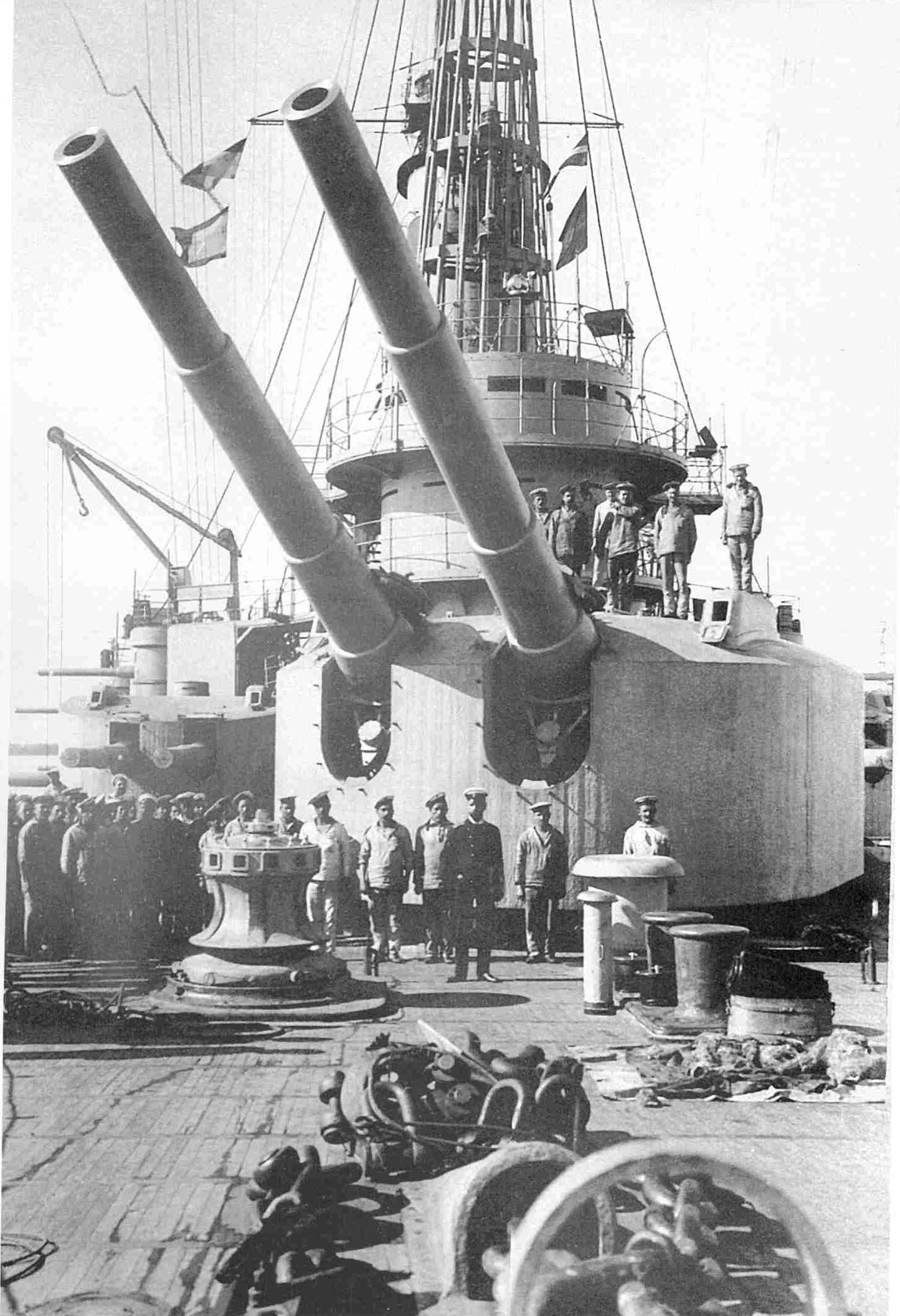
Le cuirassé Andreï

Le 16 mai 1918, l’André l'Apôtre est rattaché au port militaire de Kronstadt. La même année, lors de la guerre civile russe, il prend part à la défense de la forteresse de Kronstadt attaquée par la Royal Navy. Le 18 août 1919, l’André l'Apôtre est gravement endommagé à la proue par une torpille lancée par le CMB88, un torpilleur de la Marine britannique. Le cuirassé est mis en cale sèche, son équipage est affecté dans une unité d'infanterie de l'Armée rouge. Une partie des réparations est achevée en 1919. En 1922, au cours d'un incendie, le cuirassé subit à nouveau de graves dommages. Dépassé, l’André l'Apôtre ne fut plus affecté dans aucune flotte de la Marine soviétique. Le 15 décembre 1923, il est démantelé, le 8 février 1924, rayé des effectifs de la Marine soviétique.